# Hugo Mann
Hugo Mann (* 26. August 1913 in Laupheim bei Ulm; † 20. Dezember 2008 in Baden-Baden) war ein deutscher Unternehmer.

## Leben
Mann machte zunächst eine Schreinerlehre im Betrieb seines Großvaters. 1938 gründete er in der Kaiserpassage Karlsruhe sein erstes Möbelgeschäft. 1950 eröffnete Mann in der Kaiserstraße das erste Möbelkaufhaus. Das Geschäft wurde vor allem auch deshalb erfolgreich, weil die Firma die Waren direkt nach Hause lieferte. 1958 eröffnete er in Karlsruhe auf der Durlacher Allee den ersten Wertkauf-Verbrauchermarkt. In den 1960er-Jahren expandierte Mann deutschlandweit. Zu dieser Zeit erwarb er das Areal am Weinweg, das er als einer der ersten Unternehmer nach amerikanischem Vorbild zu einem Einkaufszentrum für Möbel machte. 1961 wurde hier an der Durlacher Allee auch die Verwaltung angesiedelt.
1970 eröffnete er in Karlsruhe den ersten Mann Mobilia. Kurz darauf folgten Eröffnungen in Wiesbaden und Mannheim. 1975 kaufte Mann zwei Drittel der US-amerikanischen Discounter-Kette FedMart, die bis 1983 bestand. Mann, der sich in Baden-Baden niedergelassen hatte, zog sich 1989 aus der Geschäftsleitung zurück. Vorsitzender der Geschäftsführung wurde sein Sohn Johannes Mann. 1997 wurde Wertkauf für 500 Millionen US-Dollar (circa 867 Millionen DM) an die US-amerikanische Handelskette Wal-Mart verkauft. Im Juli 2005 wurde Mann Mobilia für 240 Millionen US-Dollar an die österreichische Lutz-Gruppe verkauft.

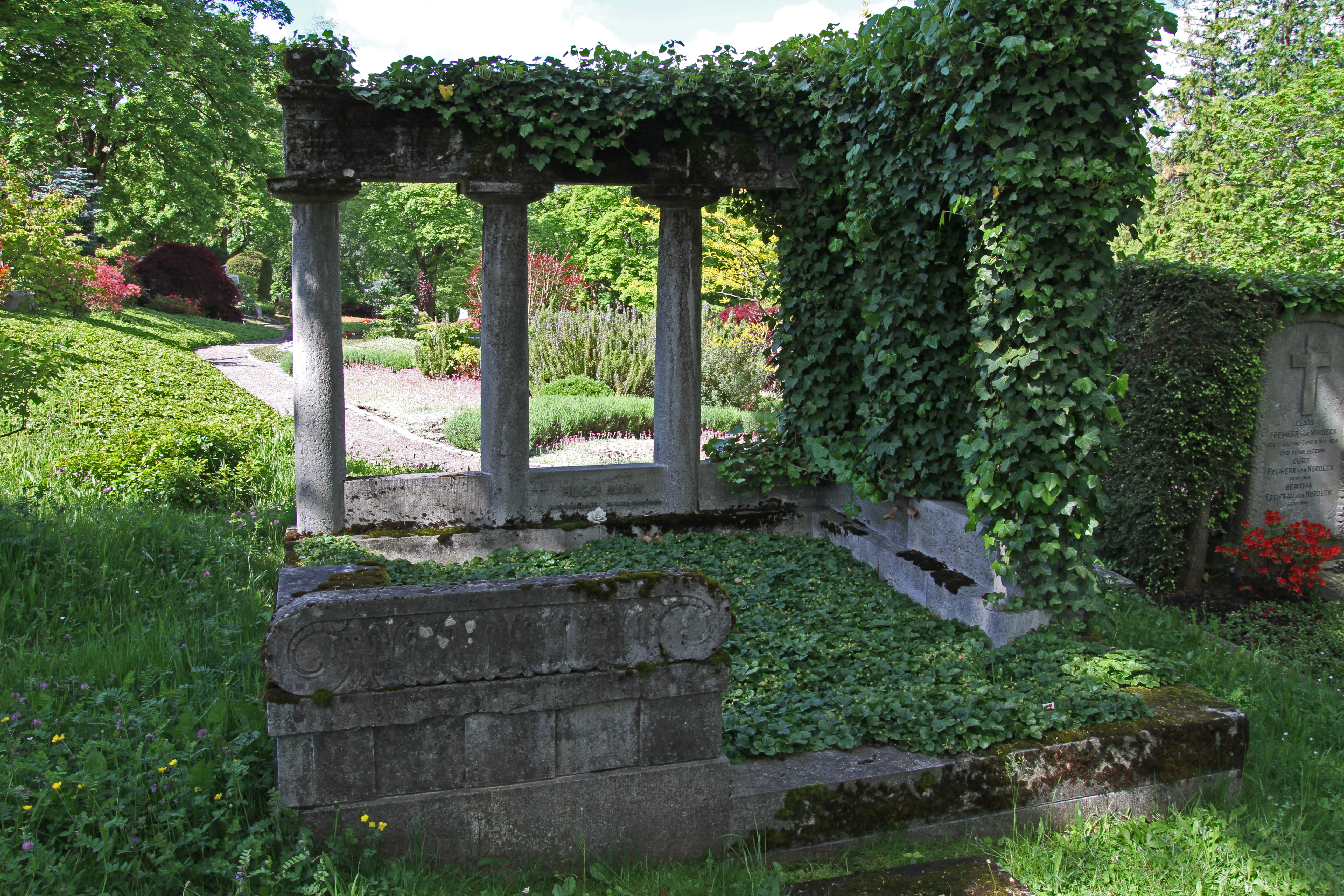
Grabmal auf dem Hauptfriedhof Baden-Baden

## Familie
Er war mit Rosemarie, der Tochter des Gründers von Photo Porst, Hanns Porst, verheiratet.